# ジャン・エルマン (博物学者)

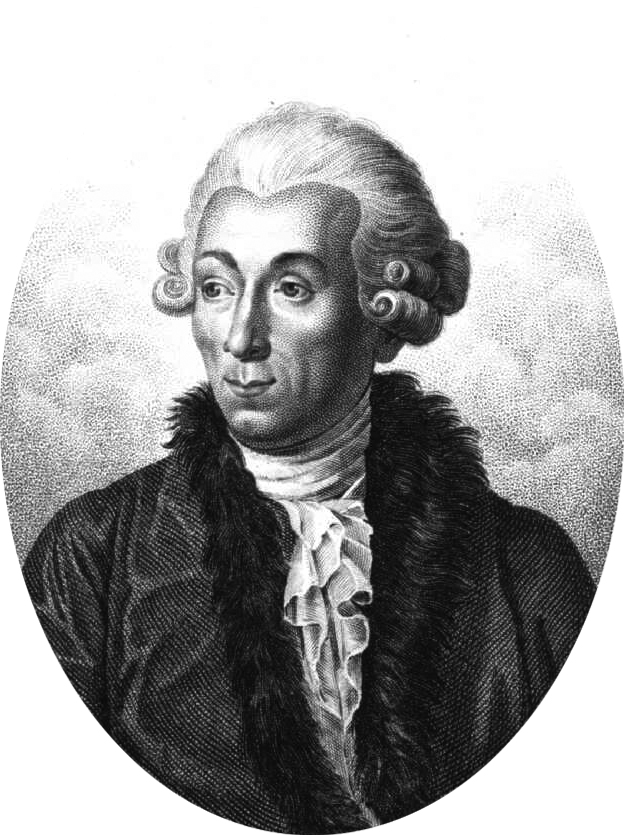
ジャン・エルマン

ジャン・エルマン（Jean Hermann）またはヨハン・ヘルマン（Johann Hermann、姓は Herrmannとも、1738年12月31日 - 1800年10月4日）は、フランスの博物学者である。

## 生涯
アルザス地方のバールで、ルター派の牧師の息子として生まれた。ストラスブール大学で医学を学んだ。1769年にストラスブールの公衆衛生学校の博物学（本草学）の非常勤教授に任じられた。1778年にストラスブール大学の教授となり、その後Jacob Reinbold Spielmann（1722年 - 1783年）の後を継いで、博物学、本草の教授となった。
エルマンの集めた標本と著書はストラスブール自然史博物館の元になった。植物園の園長も務め、フランス革命で、市が植物園の閉鎖を求めたとき私財を投じて守った。息子のジャン＝フレデリック・エルマンも博物学、特に昆虫学の分野で業績をあげたが、フランス革命戦争中に没した。
主著は1783年の『家畜の一覧』（Tabula affinitatum animalium）と没後に出版された『動物学に関する新観察』（Observationes zoologicae, quibus novae complures）である。多くの学会に属しヨハン・ダーフィット・シュープ、オイゲン・エシュペル（Eugen Johann Christoph Esper）、ヨハン・ヤコブ・フェルバー（Johann Jacob Ferber）らの博物学者と協力した。

## ストラスブール博物館の展示物の画像

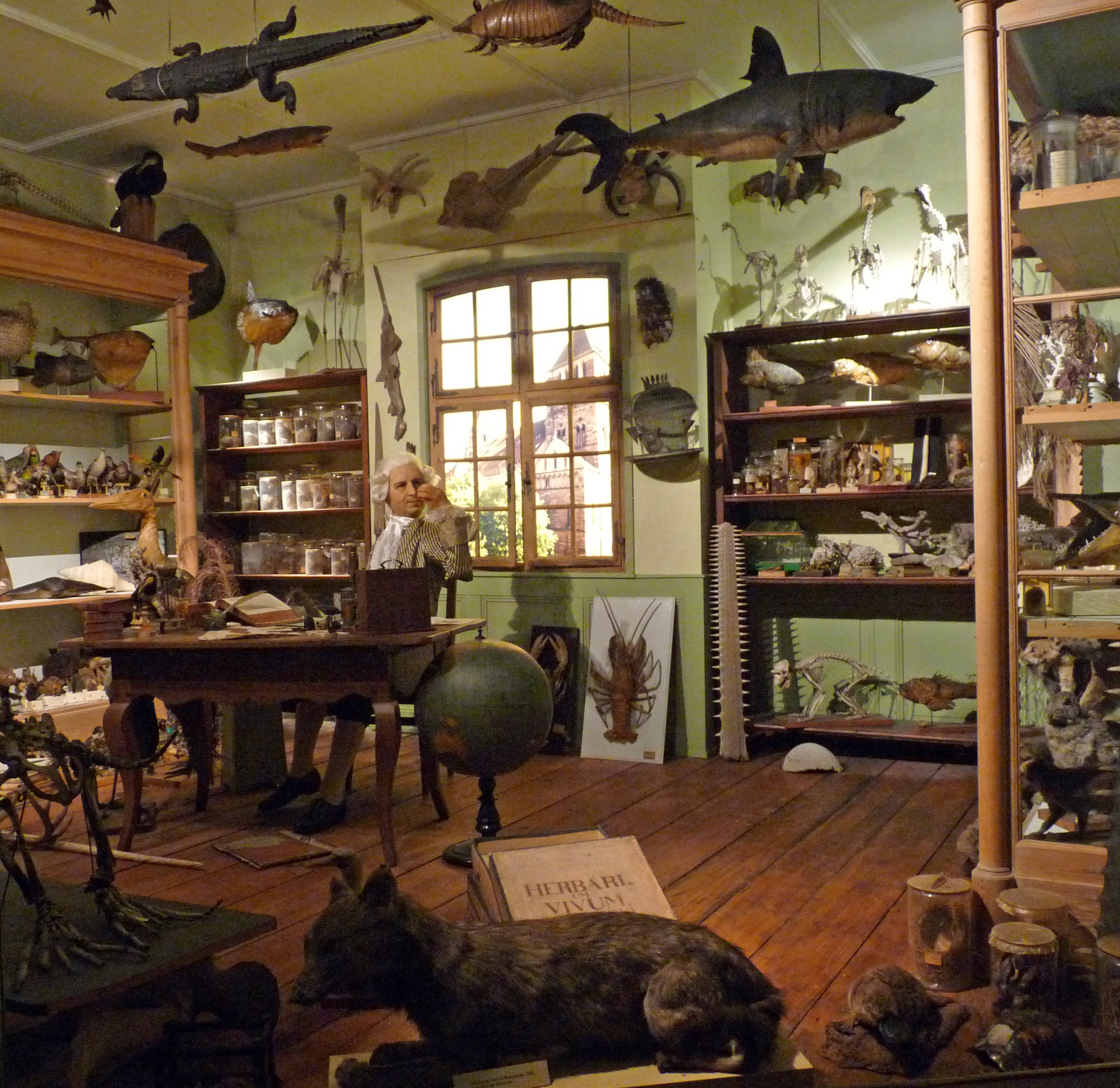
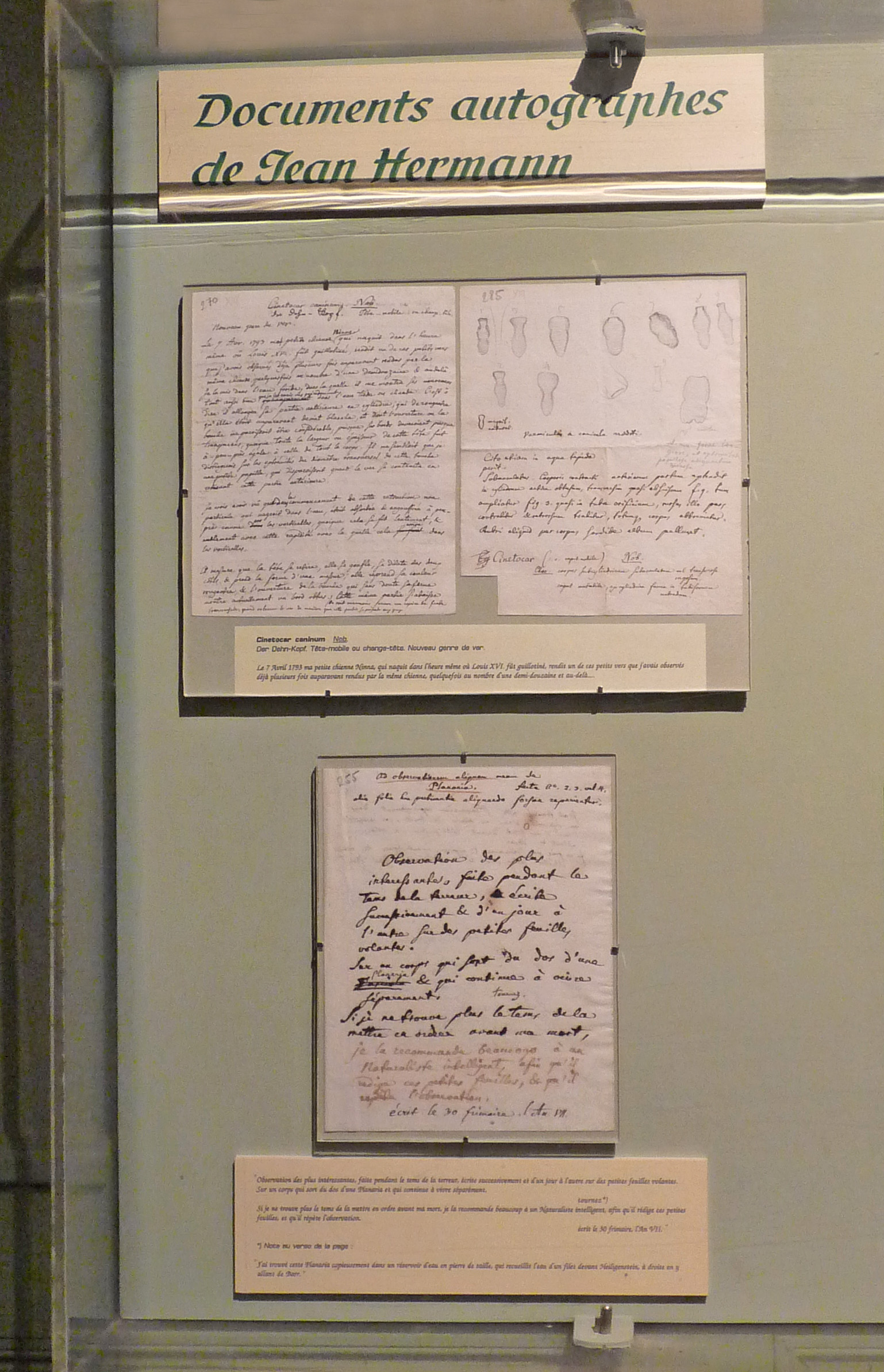
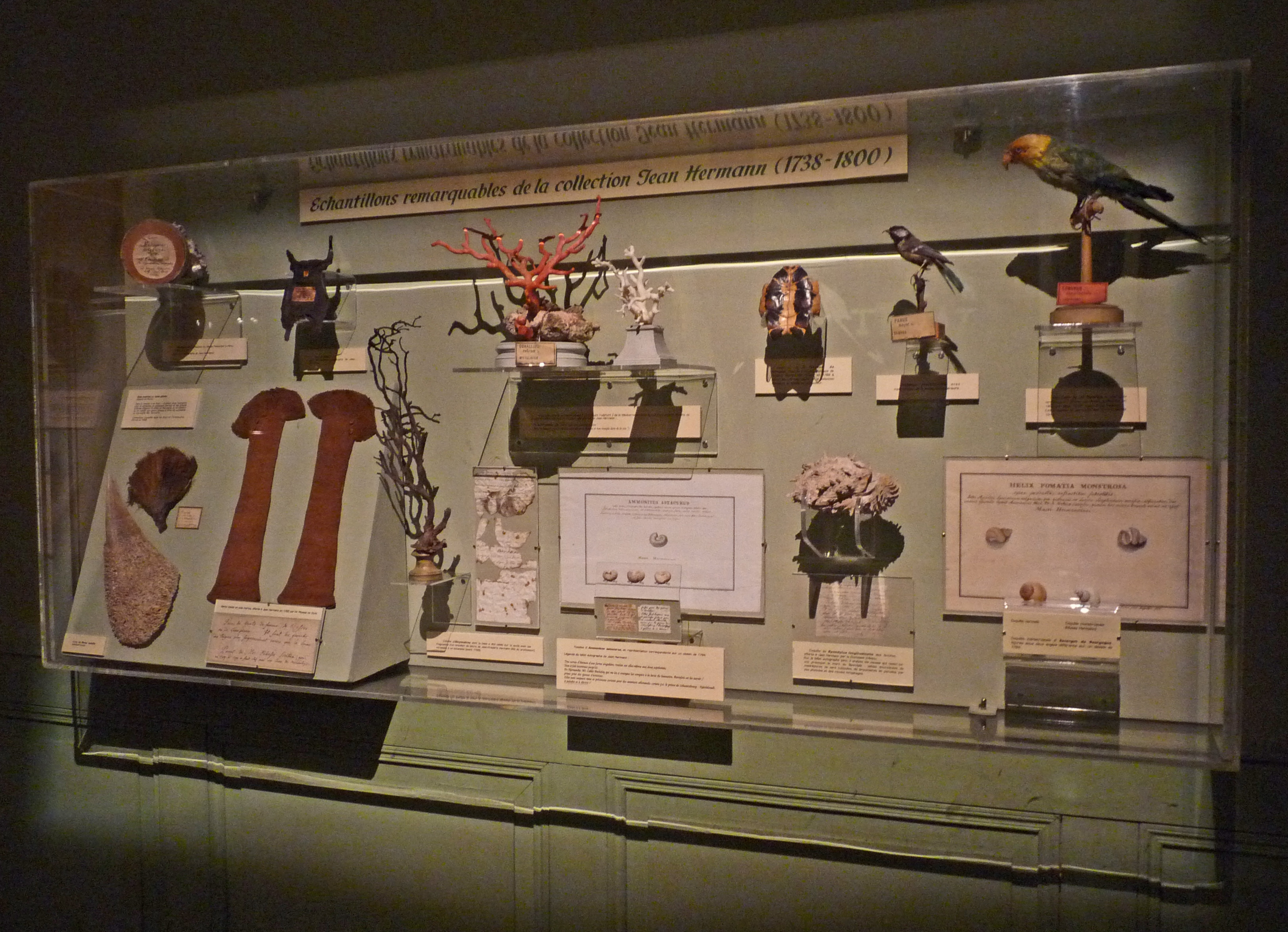
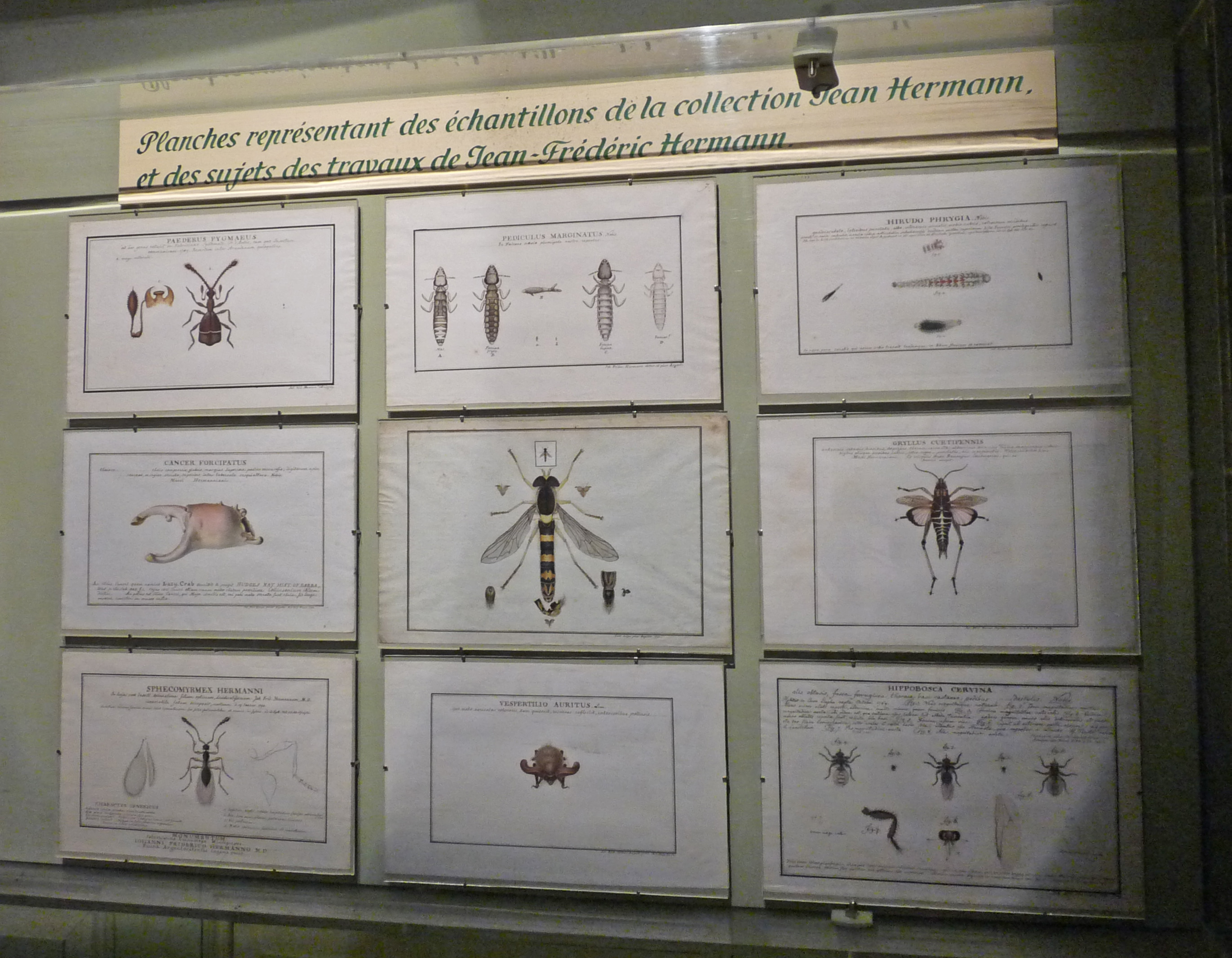